# 添田站
添田站（日语：／ Soeda eki */?）是位於福岡縣田川郡添田町大字添田，九州旅客鐵道（JR九州）的日田彥山線車站，也是添田町的中心車站。

## 車站構造

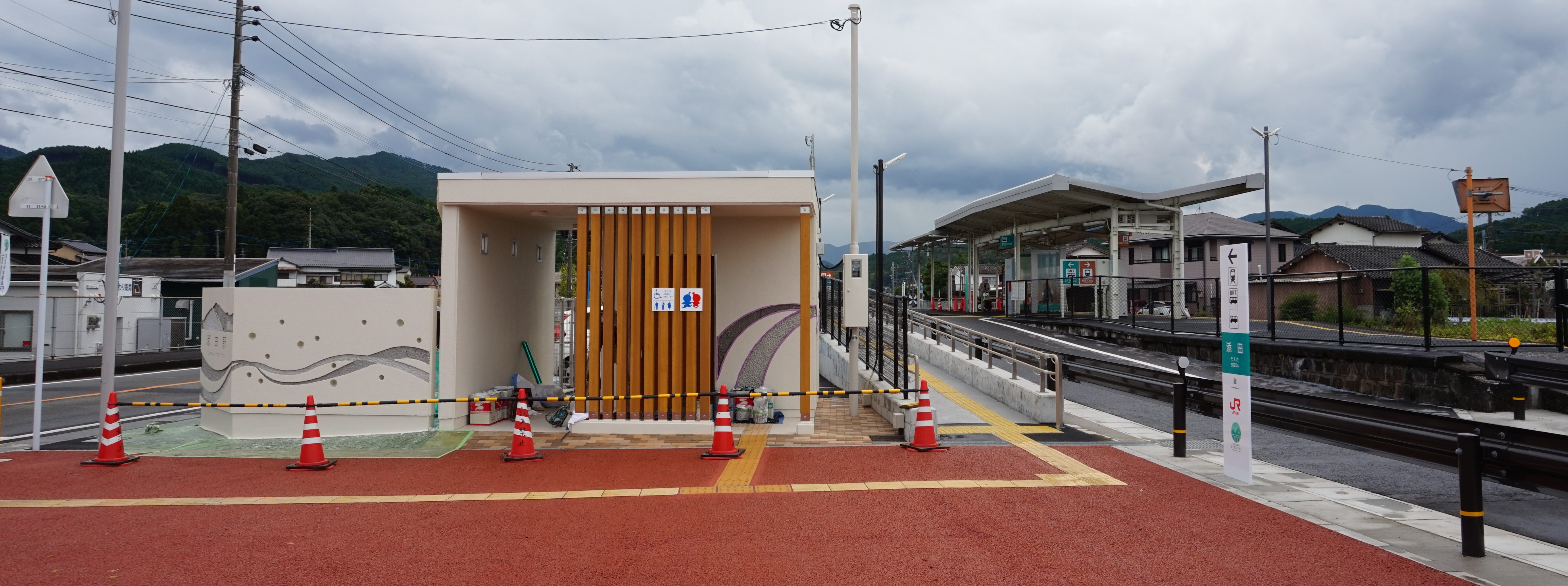
車站入口及旁邊的洗手間（2023年9月）

現時採用簡易車站模式，在日田彥山線月台附近建有一個附有站名的男、女及傷殘共用的洗手間，從洗手間旁的無障礙斜道，再橫越BRT的專用行車道後便可到達島式月台。

### 舊站房
原站房為第二代，是一座兩層高的水泥建築物，與鐵路月台相距約100米，是因應原於添田線被廢線，的舊月台及站房因而被拆去後重置的，站房內設有近距離簡易式售票機，因應日田彥山線BRT的開業，站房改為JR九州巴士添田支所，用作日常管理BRT班次、駕駛員及巴士編配等事宜。地下大堂的部份位置則用作鐵路展覧廳，放置了蒸汽機車模型等的展品供公眾參觀。

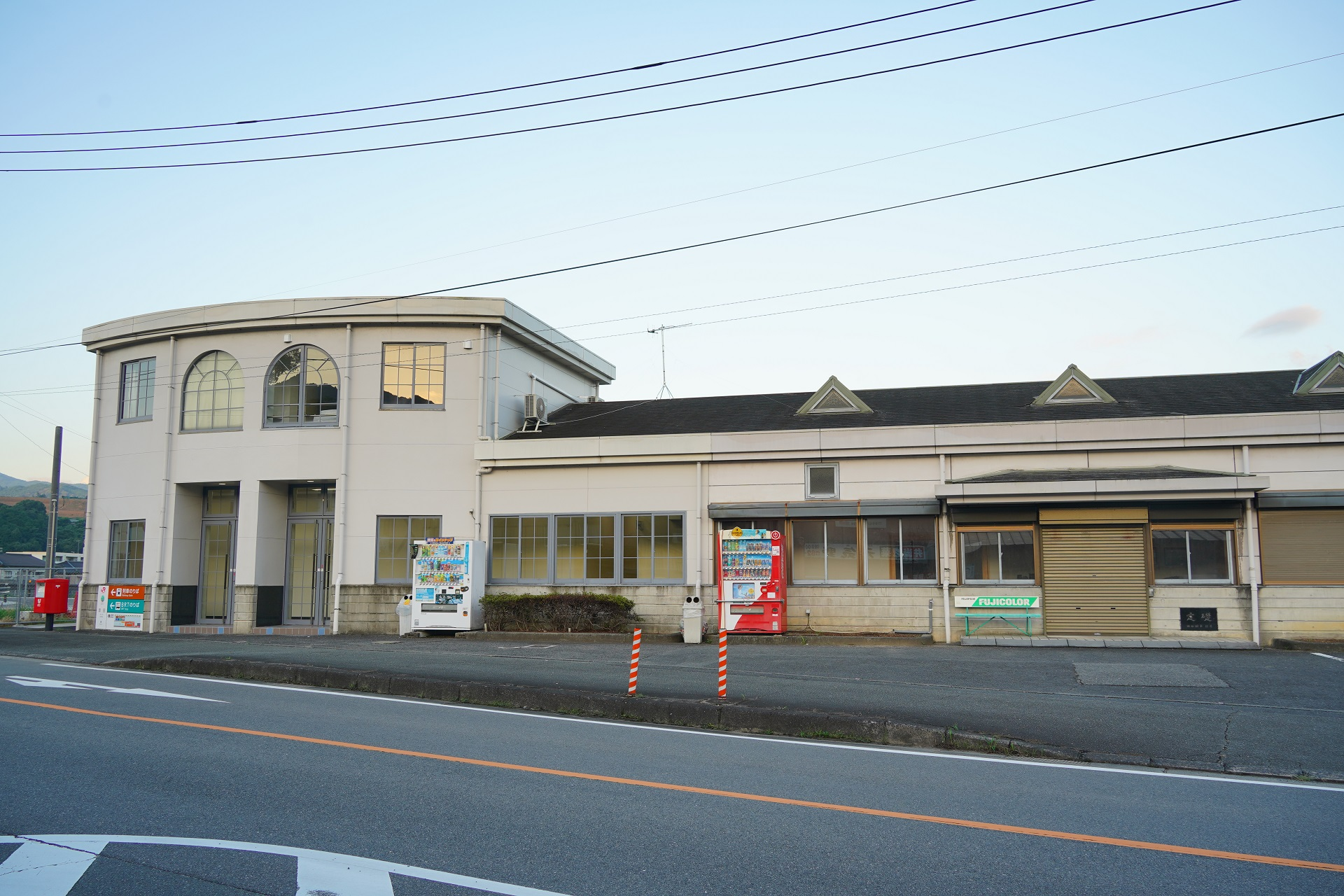
已拆去車站標誌的原站房，現時改為日田彦山線BRT添田支所(2023年9月)
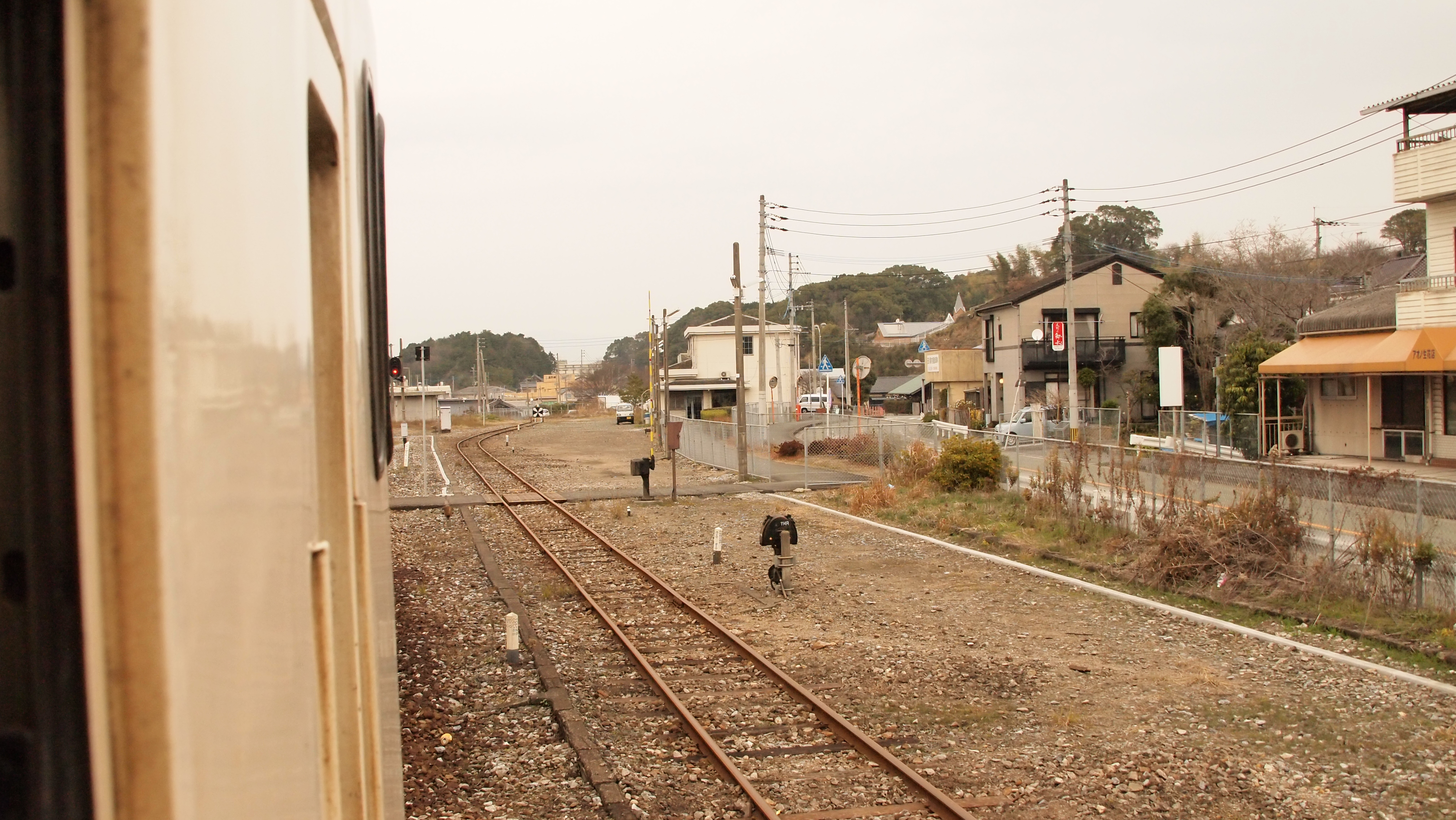
添田站站房與月台之間相距100米（2014年1月）

### 月台
最初啟用時，本站設有側式月台及島式月台各1個，共提供2面3線的配置。添田線廢線後，側式月台（原1號月台）被拆去，只剩下島式月台仍然使用中。長度為約120米，有效長度原為6輛。其後因應BRT的營運，原來的島式月台作出了改動。首先，原2號月台的路軌部份被填高，與月台成同一水平面，而車站東邊的土地亦重新平整；至於鐵路月台方面，往夜明方向的路軌皆已於2023年下半年時全部被拆去，月台的南端也加設了頭端停車標記。使可以使用的月台減至4輛（不使用的部份則用欄杆封閉），亦使原來列車可交換車站，變為由田川後藤寺起一直維持單線狀態。
原位於站房的售票機被移至月台上，另外也因應BRT的業，更換了月台上蓋，長度約為30米，幾乎可以足夠日常2輛編成的列車及BRT使用。
BRT月台上另建有一座以鋼架及透明膠板所搭成的候車室一座，是被JR九州選定為7個特色候車亭之一，候車亭內的背板圖案，以木條砌出「山並」的圖案，象徵在BRT彥星線道內，經常可以看到山峰間互相串連起來的景色。圖案前端則有一張以並排的木條砌在鋼架上的長櫈。
| 月台                   | 路線                        | 上下行 | 方向                              |
| ---------------------- | --------------------------- | ------ | --------------------------------- |
| BRT月台 （原2號月台）  | ■日田彥山線BRT（BRT彥星線） | 下行   | 彥山、日田方向                    |
| 列車月台 （原3號月台） | ■日田彥山線                 | 上行   | 田川後藤寺、經■日豐本線往小倉方向 |

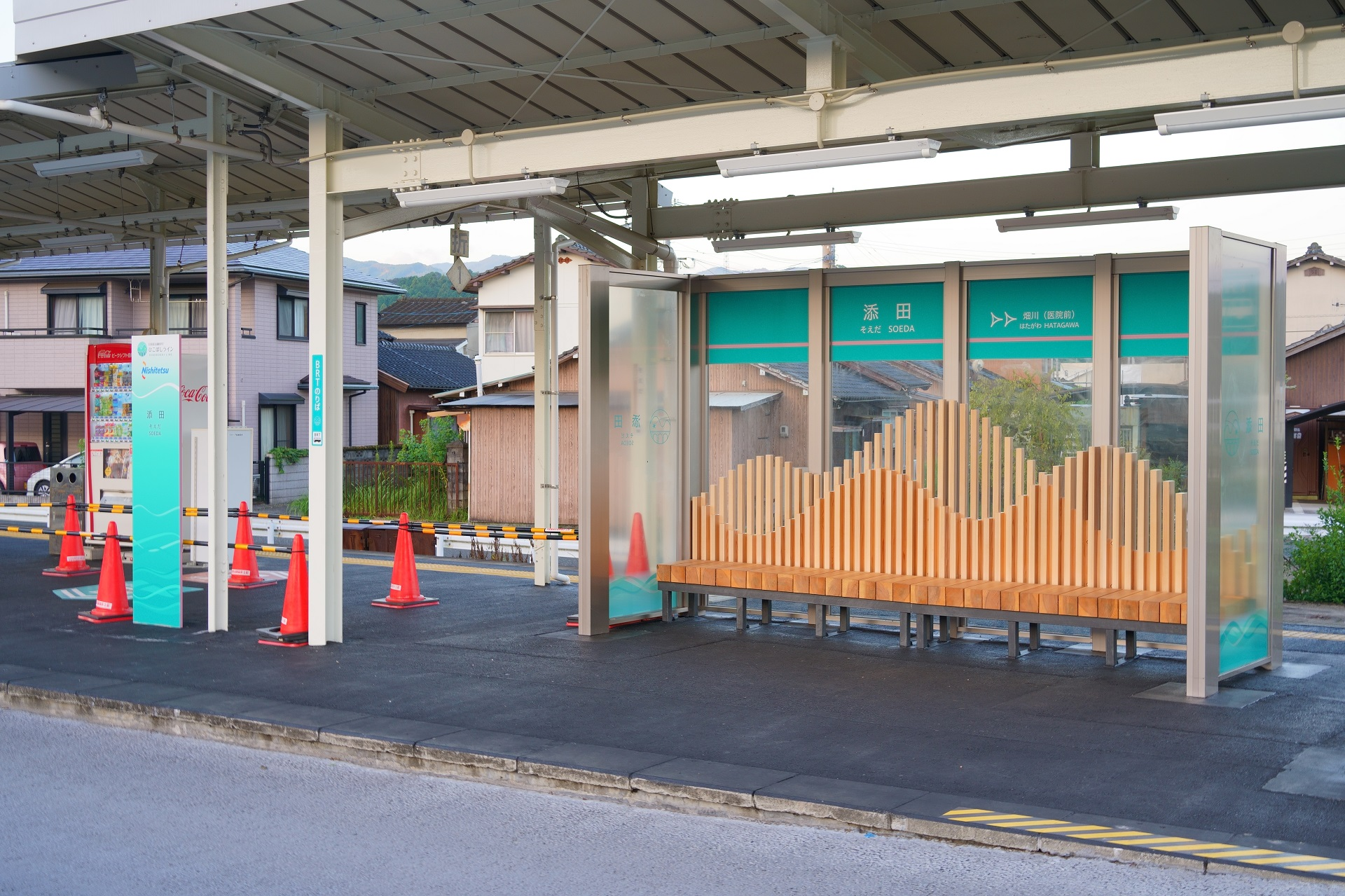
BRT候車室(2023年9月)

## 歷史
- 1915年4月1日：小倉鐵道上添田站啟用[6][7]。
- 1933年：改名為彥山口站[3]。
- 1942年：

- 8月1日：小倉鐵道被收購，成為國鐵線。同時改名為添田站。
- 8月25日 - 田川線西添田至彥山之間開通。

- 1960年4月1日：香春至大任至添田之間的添田線與日田線分離[7]。
- 1985年4月1日：添田線全線廢止[7]。
- 1987年4月1日：隨國鐵分割民營化，車站由九州旅客鐵道（JR九州）營運[8][9][10]。
- 1988年3月：第二代站房竣工[1][7]。
- 2007年3月18日：時間表修正後，添田至小倉之間開設上行快速列車。
- 2015年3月14日：改為無人車站[2]。
- 2017年7月5日：因2017年7月九州北部暴雨（日语：平成29年7月九州北部豪雨）影響使此站至夜明站之間不能通行。
- 2023年8月28日：日田彥山線日田～本站間改以BRT形式運行，乘車地點為經改修後的原2號月台[11][12]。

## 使用狀況
《福岡縣統計年鑑》及「添田町統計網頁」均沒有本站的使用記錄。
而JR九州自2016年度起只公佈最多使用量的首300個車站後，本站因未能打入而未有顯示實質人數，但因除2020及2021年度外，每年的日均使用人數均超過100人，結果在排行榜後以「超過100人」的附錄形式收錄。2023年度，JR九州公佈了BRT彥星線的各車站使用量，因此BRT部份設有數據。
| 年度 | 一日平均乘車人次 | 一日平均乘車人次 | 參考資料   |
| 年度 | 鐵道             | BRT              | 參考資料   |
| ---- | ---------------- | ---------------- | ---------- |
| 2016 | >100             | 未開業           | [ 統計 1 ] |
| 2017 | >100             | 未開業           | [ 統計 2 ] |
| 2018 | >100             | 未開業           | [ 統計 3 ] |
| 2019 | >100             | 未開業           | [ 統計 4 ] |
| 2020 | <100             | 未開業           | [ 統計 5 ] |
| 2021 | <100             | 未開業           | [ 統計 6 ] |
| 2022 | >100             | 未開業           | [ 統計 7 ] |
| 2023 | >100             | 78               | [ 統計 8 ] |

## 相鄰車站
九州旅客鐵道
■日田彥山線
■快速（上行1班）、 ■普通
西添田－添田
■日田彥山線BRT（BRT彥星線）
添田－畑川 (醫院前)
曾經存在的路線
 日本國有鐵道
添田線
伊原－添田
 九州旅客鐵道
■日田彥山線
西添田－添田－歡遊舍彥山

### 統計數據
1. ↑   (PDF). 九州旅客鉄道. 2017-07-31  [2017-08-01]. （原始内容 (PDF)存档于2017-08-01）.
2. ↑   (PDF). 九州旅客鉄道.   [2019-05-20]. （原始内容 (PDF)存档于2018-07-17）.
3. ↑   (PDF). 九州旅客鉄道.   [2019-07-27]. （原始内容存档 (PDF)于2019-07-12）.
4. ↑   (PDF). 九州旅客鉄道.   [2020-12-26]. （原始内容存档 (PDF)于2020-11-24）.
5. ↑   (PDF). 九州旅客鉄道.   [2021-09-15]. （原始内容存档 (PDF)于2022-02-27）.
6. ↑   (PDF). 九州旅客鉄道.   [2022-08-26]. （原始内容 (PDF)存档于2022-08-26） （日语）.
7. ↑   (PDF).   [2024-12-30]. （原始内容存档 (PDF)于2023-09-06）.
8. ↑  駅別乗車人員上位300駅（2023年度） （页面存档备份，存于），JR九州。

## 外部連結
- JR九州添田站 （页面存档备份，存于）（日語）